# 田原村 (和歌山県)
田原村（たはらむら）は、和歌山県東牟婁郡にあった村。現在の串本町の東端にあたる。

## 地理
- 海洋：熊野灘
- 岬：荒船崎
- 島嶼：一ノ島、鋏島、イガイ島、ナガハエ島、兜島、八丁島、横島
- 山岳：八郎山
- 河川：田原川、津荷川

## 歴史
- 1889年（明治22年）4月1日 - 町村制の施行により、下田原浦・佐部村・上田原村の区域をもって発足。
- 1956年（昭和31年）3月30日 - 古座町・西向町と合併して古座町が発足。同日田原村廃止。

## 交通

### 鉄道路線
- 日本国有鉄道
  - 紀勢西線（現・紀勢本線）
    - 紀伊田原駅

### 道路
- 国道170号（現・国道42号）